# Tamilska Wikipedia
Tamilska Wikipedia – edycja Wikipedii tworzona w języku tamilskim. 
Na dzień 2 sierpnia 2013 roku edycja ta liczyła 54 793 artykuły. W rankingu wszystkich edycji językowych, opublikowanym w dniu 2 sierpnia tegoż roku, zajmowała 59. pozycję.